# Distretto di Gárdony
Il distretto di Gárdony (in ungherese Gárdonyi járás) è un distretto dell'Ungheria, situato nella provincia di Fejér.